# Асоціація пролетарських музикантів України
Асоціа́ція пролета́рських музика́нтів Украї́ни (АПМУ) — музична громадська організація, що існувала в 1929—1932 роках. Ідеологічно і організаційно зв'язана з РАПМ. 1929 року з ініціативи лідера РАПМ Бєлого, який приїхав до Харкова, там утворили схожу структуру — Асоціацію пролетарських музикантів України, переважно з молодих композиторів і виконавців, які вийшли зі Всеукраїнського музичного товариства ім. Леонтовича.

## Загальні відомості
Поміж її лідерів: Арнаутов, Білокопитов, Коляда. У своїй діяльності члени АПМУ заперечували значення музичної класичної спадщини, вимагали заборони діяльності тих, хто стояв на старих світоглядних і творчих засадах і не поділяв ідей АПМУ. Такі методи відштовхнули більшість музикантів від АПМУ, і асоціація, по суті, стала гальмом у розвитку музики.
Як і решта музично-громадських організацій АПМУ була ліквідована в зв'язку з постановою ЦК ВКП(б) від 23 квітня 1932 «Про перебудову літературно-художніх організацій». Музиканти, які поділяли ідеї компартії, увійшли до новоствореної організації — Спілки композиторів України (1932).
Арнаутов Олексій Васильович, 1907 р.н., м. Могилів-Подільський. Упродовж 1930-х років — головний редактор музичного мовлення Українського радіокомітету, завідувач музичним сектором видавництва «Молодь». Арештований влітку 1937 р. за звинуваченням у приналежності до контрреволюційної троцькістської організації.

## Читайте також
- Російська асоціація пролетарських музикантів